# Campeonato Europeo de Patinaje Artístico sobre Hielo de 1913
El XVIII Campeonato Europeo de Patinaje Artístico sobre Hielo se realizó en Kristiania (Noruega) en enero de 1913. Fue organizado por la Unión Internacional de Patinaje sobre Hielo (ISU) y la Federación Noruega de Patinaje sobre Hielo.

## Resultados

### Masculino
| Puesto | Nombre         | País    |
| ------ | -------------- | ------- |
| Oro    | Ulrich Salchow | Suecia  |
| Plata  | Andor Szende   | Hungría |
| Bronce | Willy Böckl    | Austria |

## Medallero
| Núm. | País    | Oro | Plata | Bronce | Total |
| ---- | ------- | --- | ----- | ------ | ----- |
| 1    | Suecia  | 1   | 0     | 0      | 1     |
| 2    | Hungría | 0   | 1     | 0      | 1     |
| 3    | Austria | 0   | 0     | 1      | 1     |
|      | TOTAL   | 1   | 1     | 1      | 3     |